# 高橋信之 (音楽プロデューサー)
高橋 信之（たかはし のぶゆき、1946年（昭和21年）7月15日 - ）は、日本の音楽プロデューサーである。男性。ミュージシャンの高橋幸宏は実弟、ファッションデザイナーの伊藤美恵は実姉。

## 人物
東京都出身。トキワ松学園小学校卒業。
慶應義塾普通部では中学3年の謝恩会に成毛滋らとバンドを組み、慶應義塾高等学校（日吉）に進学後の1962年にザ・フィンガーズを結成し、慶應義塾大学在学中の1966年に「勝ち抜きエレキ合戦」でグランドチャンピオンになりプロデビュー。
1969年にバンドを解散した後はプロデューサー業となる。
1972年にヒットしたバズ（BUZZ）の日産スカイラインのCM曲『ケンとメリー〜愛と風のように』や、NHK「みんなのうた」で放送されたガロの『そして君は』、山口百恵のグリコアーモンドチョコレートのCM曲など数多くの楽曲を作曲・プロデュースした。
実弟の高橋幸宏、山本耀司らが所属する株式会社アゲント・コンシピオを主宰した後、現在は合同会社ステージフライト共同代表を務める。過去には山本のコレクションの音楽も担当した。
前妻はフォーク歌手で、NHKのヤング101の第一期生としてNHK総合テレビの音楽番組『ステージ101』にも出演した小林啓子。